# ENTSOG

Европейская сеть операторов газотранспортных систем (англ. European Network of Transmission System Operators for Gas, ENTSOG) — объединение операторов европейских газотранспортных систем. Была создана 1 декабря 2009 года в рамках имплементации европейского энергетического законодательства, известного как Третий энергетический пакет. На момент создания включала в себя 31 оператора газотранспортных систем из 21 европейской страны.

## Задачи
ENTSOG создана с целью налаживания функционирования единого европейского рынка природного газа, содействия развитию трансграничной торговли газом, обеспечения управления, координации эксплуатации и технического развития газотранспортной сети Евросоюза. Кроме разработки единого европейского сетевого кодекса, регламентирующего в том числе, вопросы доступа к трансграничным трубопроводным системам, ENTSOG работает над десятилетним планом развития газотранспортной сети ЕС .
Кроме того, документы ENTSOG обеспечивают общие операционные инструменты для координации работы сети, формируют общие инструменты для функционирования сетей в обычных условиях и при чрезвычайных ситуациях, (например — общую классификационную шкалу аварий, рекомендации по координации технического сотрудничества между операторами газотранспортных систем ЕС и третьих стран.)

## Члены
На 2018 год ENTSOG включает 45 операторов ГТС и 2 ассоциированных члена из 26 стран и 6 наблюдателей от стран, аффилированных с ЕС:
| Страна         | Операторы |
| -------------- | --- |
| Австрия        | Gas Connect Austria, TAG |
| Бельгия        | Fluxys |
| Болгария       | Bulgartransgaz |
| Хорватия       | Plinacro |
| Чехия          | NET4GAS |
| Дания          | Energinet.dk |
| Финляндия      | Gasum |
| Франция        | GRTgaz, TIGF |
| Германия       | bayernets, Fluxys Tenp, GASCADE Gastransport, Gastransport Nord, Gasunie Deutschland Transport Services/Gasunie Ostseeanbindungsleitung, GRTgaz Deutschland, jordgasTransport, terranets bw, Thyssengas, NEL Gastransport, Nowega, Ontras - VNG Gastransport, Open Grid Europe |
| Греция         | DESFA |
| Венгрия        | FGSZ Naturel Gas Transmission |
| Ирландия       | Gas Networks Ireland |
| Италия         | Infrastrutture Trasporto Gas, Snam Rete Gas, Società Gasdotti Italia |
| Литва          | Amber Grid |
| Люксембург     | Creos Luxembourg |
| Нидерланды     | Gasunie Transport Services, BBL Company |
| Польша         | Gaz-System |
| Португалия     | REN - Gasodutos |
| Румыния        | Transgaz |
| Словакия       | eustream |
| Словения       | PLINOVODI |
| Испания        | Enagás, Reganosa |
| Швеция         | Swedegas |
| Великобритания | GNI (UK) Limited, Interconnector (UK) Limited, National Grid, Premier Transmission Limited |

| Страна  | Ассоциированные операторы |
| ------- | ------------------------- |
| Эстония | Elering                   |
| Латвия  | Conexus Baltic Grid       |

| Страна    | Операторы-наблюдатели |
| --------- | --------------------- |
| Албания   | Albgaz                |
| Македония | GA-MA AD              |
| Молдова   | Moldovatransgaz       |
| Норвегия  | Gassco                |
| Швейцария | Swissgas              |
| Украина   | Ukrtransgas           |